# Google TV (sistema operativo)
Google TV è stata una piattaforma di Google per Smart TV co-sviluppata da Intel, Sony e Logitech e lanciata nell'ottobre 2010 con i dispositivi inizialmente realizzati da Sony e Logitech. Google TV integrava il sistema operativo Android e il browser web Google Chrome al fine di creare una televisione interattiva basata su siti Internet di WebTV esistenti con l'aggiunta di un'avanzata interfaccia utente.
Il sistema operativo Google TV (ormai un software legacy) non va confuso con Google TV, l'interfaccia di Android TV introdotta nel 2021.

## Storia
I dispositivi di prima generazione di Google TV sono tutti basati su processori con architettura x86 di Intel e sono stati creati e commercializzati da Sony e Logitech. I dispositivi di seconda generazione sono tutti basati su processori ARM, e vedono l'aggregazione di nuovi partners tra cui LG, Samsung, Vizio e Hisense. Nel 2013 sono entrati nel progetto Google TV, per la produzione dei dispositivi altri partners come Netgear, TCL e Asus; è stata introdotta la tecnologia di visione tridimensionale (3D TV).
In rapporto dell'ottobre 2013 si afferma che Google potrebbe cessare di utilizzare il marchio Google TV e richiedere tutti i nuovi dispositivi siano marchiati come Android TV. La creazione della nuova piattaforma Android TV è stata confermata al Google I/O nel 2014.

## Caratteristiche
Google TV sfrutta molti dei prodotti preesistenti di Google. Il sistema operativo di Google TV, versione personalizzata di Android, fornisce la base sottostante, permettendo agli sviluppatori di creare applicazioni che estendono le funzionalità del sistema. Il web browser Google Chrome fornisce una via d'accesso a Internet, consentendo al fruitore di navigare siti web e guardare la televisione, in contemporanea. I fruitori possono nello specifico accedere a HBO, CNBC, e contenuti da altri fornitori attraverso il browser Chrome. Android e Apple smartphone e tablet PC possono essere utilizzati come telecomandi per Google TV. è inoltre possibile la navigazione con telecomandi wireless forniti di tastiera QWERTY completa. Un aggiornamento nel novembre 2011, ha consentito l'accesso a Google Play e ha implementato funzioni di ricerca da TV in diretta, su Netflix, YouTube, HBO GO, Amazon, e altro ancora.

## App
Xyologic ha compilato una lista delle prime applicazioni di Google TV con il maggior numero di installazioni. A partire dal novembre 2012, le applicazioni più installati sono Napster, Pandora Radio e CNBC.

## Partner
La piattaforma di Google TV è fornito da Google agli OEM per l'implementazione nei propri prodotti di consumo. I dispositivi di prima generazione sono stati prodotti da Logitech e Sony. La seconda generazione di dispositivi consumer sono stati prodotti da Sony, LG (vedi LG L9 SoC), Vizio, Hisense, NetGear e Asus. La terza generazione di dispositivi di consumo è stata annunciata da LG al 2013 International CES, con l'annuncio dei loro prossimi modelli di TV.